# Chazriet Sowmien
Chazriet Medżydowicz Sowmien (ros. Хазрет Меджидович Совмен, ur. 1 maja 1937) – rosyjski polityk, członek partii Jedna Rosja, prezydent Republiki Adygei w Federacji Rosyjskiej w latach 2002-2007.
13 stycznia 2002 roku został wybrany prezydentem Adygei. Był drugim w historii prezydentem Adygei, zaraz po Asłanie Dżarimowie. Sowmien jest profesorem na uniwersytecie w Majkopie. Zanim został prezydentem, był dobrze prosperującym biznesmenem (posiadał przedsiębiorstwo na Syberii), rozpoczął wydobycie złota w Czukotce.
1. ↑  Viperson Совмен Хазрет Меджидович – биография, 2017